# Moritz Knapp
Moritz Knapp (* 23. Dezember 1999) ist ein deutscher Schauspieler.

## Leben
Im Alter von 7 Jahren durfte Knapp erstmals bei einer Theaterproduktion mitspielen. 2010 gewann er zwei Bronzemedaillen im Turmspringen bei den Amateurmeisterschaften Baden-Württemberg. Moritz besuchte das Rotteck-Gymnasium in Freiburg. In der Fernsehserie Tiere bis unters Dach verkörperte er die Hauptrolle des Pawel Kulka. Er studiert seit 2019 Informatik / Informationstechnik an der DHBW Karlsruhe, ist aber weiterhin auch als Schauspieler tätig.

## Theater
Theater Freiburg
- 2008: Madame Butterfly (als Das Kind)
- 2010: Orpheus in der Unterwelt (als Öffentliche Meinung)
- 2011: Das große Welttheater (als Totgeborenes Kind)
- 2013: Die Czárdásfürstin (als Eugen)

## Filmografie
- 2012–2020: Tiere bis unters Dach[2]
- 2014: Kreuzweg[3][4]
- 2015: Ich bin dann mal weg
- 2017: Tatort: Stau
- 2018: Tatort: Für immer und dich
- 2019: Tatort: Die Pfalz von oben
- 2021: Nö (Kinofilm)